# Gyiophis salweenensis
Gyiophis salweenensis (салуїнська мулова змія) — вид змій родини гомалопсових (Homalopsidae). Ендемік М'янми.

## Поширення і екологія
Салуїнські мулові змії відомі за типовим зразком, зібраним поблизу міста Молам'яйн в гирлі річки Салуїн. Ведуть водний спосіб життя.